# Campeonato Mundial de Tiro de 1929
El XXVI Campeonato Mundial de Tiro se celebró en Estocolmo (Suecia) en el año 1929 bajo la organización de la Federación Internacional de Tiro Deportivo (ISSF) y la Federación Sueca de Tiro Deportivo.

## Resultados

### Masculino
| Evento                                     | Oro                                 | Plata                               | Bronce                                 |
| ------------------------------------------ | ----------------------------------- | ----------------------------------- | -------------------------------------- |
| Rifle 3 posiciones 300 m                   | Josias Hartmann · Suiza · 1114 pts. | Karl Zimmermann · Suiza · 1114 pts. | Harry Renshaw Estados Unidos 1110 pts. |
| Rifle 3 posiciones 300 m (equipos)         | Suiza · 5442                        | Estados Unidos 5397                 | Suecia · 5389                          |
| Rifle en pos. tendida 300 m                | Emrik Karlsson · Suecia · 383       | Olle Ericsson · Suecia · 383        | Josias Hartmann · Suiza · 382          |
| Rifle en pos. de rodillas 300 m            | Karl Zimmermann · Suiza · 376       | Josias Hartmann · Suiza · 357       | Harry Renshaw Estados Unidos 347       |
| Rifle en pos. de pie 300 m                 | Karl Zimmermann · Suiza · 358       | Josias Hartmann · Suiza · 357       | Russell Seitzinger Estados Unidos 347  |
| Rifle militar 3 posiciones 300 m           | Olle Ericsson · Suecia · 526        | Josias Hartmann · Suiza · 524       | Karl Zimmermann · Suiza · 511          |
| Rifle militar en pos. tendida 300 m        | Ernst Malmgren · Suecia · 185       | Olle Ericsson · Suecia · 185        | František Čermák Checoslovaquia 184    |
| Rifle militar en pos. de rodillas 300 m    | Karl Zimmermann · Suiza · 181       | Camillo Isnardi Italia 181          | Eduard Zumstein · Suiza · 177          |
| Rifle militar en pos. de pie 300 m         | Josias Hartmann · Suiza · 172       | Olle Ericsson · Suecia · 171        | Ludovico Nulli Italia 164              |
| Rifle en pos. tendida 50 m                 | Karl-August Larsson · Suecia · 390  | Lars Klärich · Finlandia · 389      | Einari Oksa · Finlandia · 389          |
| Rifle en pos. tendida 50 m (equipos)       | Finlandia · 1931                    | Suecia · 1925                       | Estados Unidos 1857                    |
| Rifle en pos. de pie 50 m                  | Olle Ericsson · Suecia · 374        | P.J. Pedersen Dinamarca 372         | Einari Oksa · Finlandia · 370          |
| Rifle en pos. de pie 50 m (equipos)        | Suiza · 1821                        | Dinamarca 1807                      | Finlandia ·                            |
| Pistola 50 m                               | Fritz Zulauf · Suiza · 542          | Jakob Fischer · Suiza · 533         | Oscar Ericsson · Suecia · 531          |
| Pistola 50 m (equipos)                     | Suiza · 2651                        | España 2561                         | Francia 2551                           |
| Ciervo móvil 100 m –tiro simple–           | Otto Olsen · Noruega · 203          | Bror Nilsson · Suecia · 196         | Martti Liuttala · Finlandia · 195      |
| Ciervo móvil 100 m –tiro simple– (equipos) | Suecia · 302                        | Noruega · 298                       | Finlandia · 292                        |
| Ciervo móvil 100 m –tiro doble–            | Otto Hultberg · Suecia · 193        | Otto Olsen · Noruega · 192          | Bill Modin · Suecia · 183              |
| Ciervo móvil 100 m –tiro doble– (equipos)  | Noruega · 581                       | Suecia · 570                        | Finlandia · 530                        |
| Foso                                       | Sándor Lumniczer · Hungría · 287    | Fredrik Landelius · Suecia · 286    | Helmuth Keller · Alemania · 285        |
| Foso (equipos)                             | Hungría · 754                       | Finlandia · 744                     | Alemania · 737                         |

## Medallero
| Núm. | País           | Oro | Plata | Bronce | Total |
| ---- | -------------- | --- | ----- | ------ | ----- |
| 1    | Suiza          | 9   | 5     | 3      | 17    |
| 2    | Suecia         | 7   | 7     | 3      | 17    |
| 3    | Noruega        | 2   | 2     | 0      | 4     |
| 4    | Hungría        | 2   | 0     | 0      | 2     |
| 5    | Finlandia      | 1   | 2     | 6      | 9     |
| 6    | Dinamarca      | 0   | 2     | 0      | 2     |
| 7    | Estados Unidos | 0   | 1     | 4      | 5     |
| 8    | Italia         | 0   | 1     | 1      | 2     |
| 9    | España         | 0   | 1     | 0      | 1     |
| 10   | Alemania       | 0   | 0     | 2      | 2     |
| 11   | Checoslovaquia | 0   | 0     | 1      | 1     |
|      | Francia        | 0   | 0     | 1      | 1     |
|      | TOTAL          | 21  | 21    | 21     | 63    |